# Dineutus productus
Dineutus productus är en skalbaggsart som beskrevs av Roberts 1895. Dineutus productus ingår i släktet Dineutus och familjen virvelbaggar. Inga underarter finns listade i Catalogue of Life.